# Leone Battista Alberti

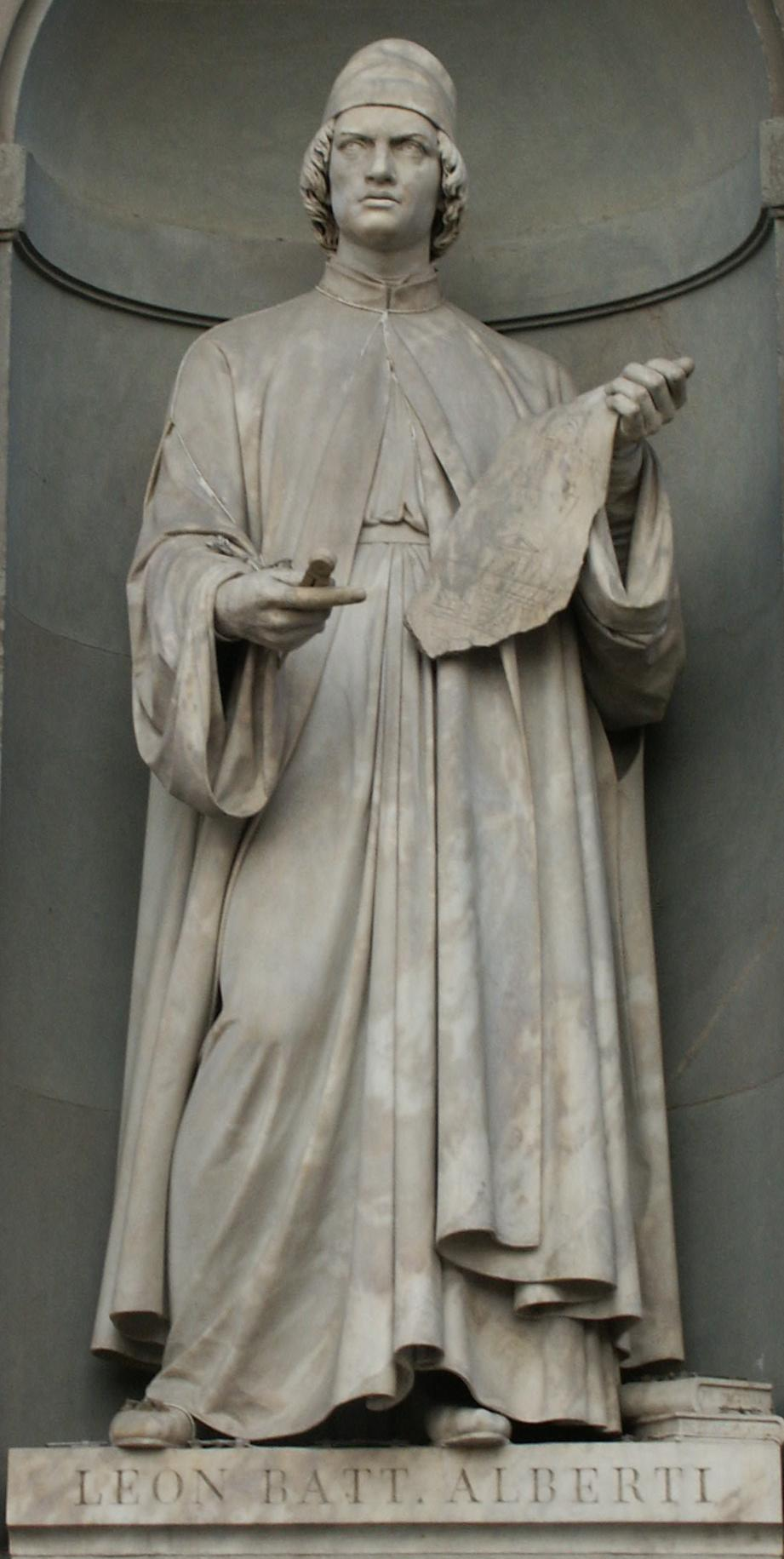
Tượng Leon Battista Alberti tại nhà trưng bày Uffizi, Firenze

Bìa tác phẩm De re aedificatoria

Leone Battista Alberti (thường được viết là Leon Battista Alberti trong tiếng Ý; 14 tháng 2 năm 1404 tại Genova – 25 tháng 4 năm 1472 tại Roma) là con trai của một gia đình quý tộc tại Firenze bị trục xuất khỏi quê hương từ năm 1358. Alberti được coi là một trong những người tạo dựng nên thời kì Phục hưng nói chung và kiến trúc Phục hưng nói riêng. Ông được coi là con người toàn diện nhất của thời kì tiền Phục Hưng (The Universal Man of the Early Renaissance).

## Tiểu sử
Battista Alberti thuộc con cháu của dòng họ Catenaia, là lãnh chúa phong kiến tại vùng Valdarno. Một trong số họ sau đó chuyển đến sinh sống tại Firenze, được bổ nhiệm làm thẩm phán (il Giudice) vào năm 1203. Sau đó, họ đổi tên và họ Alberti hình thành khoảng cuối thế kỉ 14. Dòng họ này đã nhanh chóng trở nên giàu có và có quyền lực bậc nhất tại thành Firenze. Trong số đó có thể kể tên như Niccolaio degli Alberti, cụ nội của Leone Battista Alberti, được xưng tụng như "người giàu có nhất trong vòng 200 năm" ở Firenze hoặc Bendetto Accolti Alberti, ông nội của Leone Battista Alberti, từng giữ các chức vụ quan trọng của thành Firenze như đại sứ khâm mệnh toàn quyền của công quốc Firenze tại Volterra, Bologne và Roma. Tuy nhiên, cùng với sự thăng tiến về quyền lực, dòng họ Alberti cũng tự tạo ra cho mình những kẻ thù không khoan nhượng. Một trong số đó là Maso degli Albizzi, thủ lĩnh một cánh đối lập tại Firenze. Năm 1379, dưới sự ủy nhiệm của Salvestro de' Medici, Bendetto Alberti, đã tuyên án tử hình Piero degli Albizzi, chú của Maso degli Albizzi, vì âm mưu lật đổ chính quyền. Từ năm 1382, ảnh hưởng về quyền lực chính trị của Maso không ngừng tăng lên và ông ta theo đuổi một kế hoạch báo thù. Năm 1387, dựa vào việc Benedetto Accolti Alberti đơn phương xin từ nhiệm, dưới ảnh hưởng của Maso, chính quyền đã ra lệnh cấm Benedetto tham dự vào các hoạt động chính trị cũng như bị lưu đày khỏi thành Firenze. Trong các năm tiếp theo 1393, 1399, 1401, lần lượt các thành viên của dòng họ Alberti kết tội có âm mưu lật đổ nền cộng hòa, ủng hộ những phái cách mạng Ciompi, bị tịch thu tài sản và trục xuất khỏi thành Fizenre. Cuộc sống lưu đày của dòng họ Alberti bắt đầu từ đây.
Bị phân tán vì lệnh lưu đày, nhưng gia tộc Alberti vẫn biết cách bảo vệ tài sản của mình. Tại hầu hết các thành phố lớn của miền bắc nước Ý và thậm chí ở bên ngoài Ý, họ vẫn sở hữu những lượng tài sản lớn mà sắc lệnh tịch không không thể thực hiện được. Trong số đó có Lorenzo Alberti, con trai thứ của Benedetoo, cùng em trai của mình làm chủ hệ thống nhà băng cũng như cơ sở thương mại khác ở Bologne và Venezia, có chi nhánh ở nhiều nước châu Âu khác, thậm chí London. Năm 1428, lệnh ân xá cho gia tộc Alberti được công bố, tuy nhiên chỉ đến khi công tước Cosimo de Médici lên cầm quyền, gia tộc Alberti mới được hưởng đầy đủ các quyền lợi về mặt chính trị.
Cậu bé Battista Alberti là con trai thứ của Lorenzo Alberti và một góa phụ thành Bolgone, sinh ra tại Gênes năm 1404, cho đến năm 4 tuổi cùng gia đình chuyển đến sinh sông tại thành Venezia. Từ năm 1414 đến 1419, Alberti theo học tại một trường học nổi tiếng của học phái Cicero, trường trung học Gasparino Barzizza. Tại đây, ông chịu ảnh hưởng nhiều các tư tưởng của Cicero, cũng như dần hình thành khuynh hướng nhân bản có ảnh hưởng lớn đến giai đoạn Phục hưng sau này. Cùng khóa với Alberti tại đây có Francesco Babaro, Francesco Filelfo, Panormita và Vittorino da Feltre, những người sau này trở trở thành những nhà tư tưởng và học thuật hàng đầu của thời kì Phục hưng Ý.
Khi Alberti quay lại Bologne ông chuyển sang nghiên cứu luật tôn giáo và luật dân sự tại trường Đại học Bologne. Cùng thời điểm đó, ông bắt đầu tự nghiên cứu về triết học, toán học và hấp thụ các môn khoa học khác của thời đại. Ông thường xuyên trao đổi thư từ với nhà toán học vũ trụ Dal Pozzo Toscanelli (1397-1482), nhà toán học Luca Pacioli (1445–1514 hoặc 1517).
Tuy nhiên vào năm 1421, gia đình Alberti đã gặp nhiều khó khăn về mặt tài chính khi Lorenzo Alberti qua đời ngay khí Alberti đang học năm thứ nhất. Chỉ vài tháng sau, người chú ruột của ông cũng qua đời. Tranh chấp tài sản đã nổ ra, và hai anh em Carlo Alberti và Battista Alberti bị tước quyền thừa kế vì họ là con ngoài giá thú của Lorenzo Alberti. Bị sốc về mặt tinh thần, khánh kiêt về vật chất, Alberti tiếp tục theo đuổi sự nghiệp học hành của mình tại Đại học Bologne. Ông tin tưởng vào quan điểm của Stoic rằng những hoàn cảnh khốn cùng không thể khuất phục được tinh thần của con người. Theo ông, "Chỉ có kẻ điên mới tin tưởng rằng sức mạnh của số phận có thể vượt qua được sức mạnh con người. Gông xiềng của số mệnh chỉ áp đặt lên những kẻ chấp nhận nó" (Bàn về gia đình - I primi tre libri della famiglia). Ông rèn luyện mình, làm quen với cuộc sống khổ hạnh để theo đuổi việc học hành. Sự kiên trì nhẫn nại đã mang lại cho ông danh tiếng. Những quan điểm của ông về cuộc sống và số mệnh con người trong thời gian này đã góp phần quan trọng trong việc hình thành tư tưởng nhân bản (humanitas). Ông hoàn thành luận án tiến sĩ luật học của mình tại Đại học Bologne vào năm 1428. Vào thời gian này, ông cũng cho ra đời các tác phẩm như Amator (khoảng năm 1429), Ecatonfilea (khoảng năm 1429) và Deiphira (viết khoảng năm 1429-1434), đề cập đến tình yêu, tình bạn, đạo đức của con người.
Vào đầu những năm 1430, Alberti làm việc tại văn phòng quản trị của Giáo hoàng tại Roma. Ông bắt đầu sử dụng tài năng văn chương của mình cho công việc. Ông là người chấp bút, sơ thảo các chiếu chỉ của giáo hoàng và các nhân vật tầm cỡ khác trong hội đồng giáo sĩ, cũng như viết về cuộc đời của các vị thánh tử vì đạo bằng tiếng Latin. Nhờ vào bổng lộc của công việc cùng với hoa lợi của một bất động sản, Alberti bắt đầu tự chu cấp tài chính được cho bản thân. Sau khi lệnh lưu đày cho gia tộc Alberti được bãi bỏ, ông quay về Firenze cùng với giáo hoàng Eugenius IV, người vốn bị các cuộc biểu tình của quần chúng tại thành Roma lật đổ. Lập tức, ông được bổ nhiệm vào chức vụ luật tôn giáo của nhà thờ Firenze.

## Các tác phẩm nổi tiếng
Alberti là tác giả của nhiều tác phẩm nổi tiếng về triết học, khoa học, văn học, luật học, ngôn ngữ học và nghệ thuật như De Familia (Bàn về gia đình), De pictura (Bàn về Nghệ thuật hội họa), De scupltura (Bàn về Nghệ thuật điêu khắc) và De re aedificatoria (Mười cuốn sách về nghệ thuật xây dựng)... được viết bằng tiếng Latinh. Ông là người phát minh là luật phối cảnh được sử dụng rộng rãi trong nghệ thuật và kiến trúc.
Tác phẩm De re aedificatoria được xem như nền tảng cơ bản của lý thuyết kiến trúc thời kì Phục hưng. Đó là cuốn sách thứ hai trong lịch sử kiến trúc châu Âu viết về lý thuyết kiến trúc, sau cuốn De architectura (Mười cuốn sách về kiến trúc) của Vitruvius.

## Tác phẩm của Alberti

### Lý thuyết
- De re aedificatoria qua các bản dịch
  - Alberti, On the arts of building in ten books, MIT Press, 1991 (Bản dịch của Rykwert, Tavernor and Leach)
  - Alberti, L'art d'édifier, Édition du Seuil, 2004 (Bản dịch của Choay, Caye)

### Công trình xây dựng
- S. Andrea, Mantua, Ý
- Sta. Maria Novella, Firenze, Ý